# 17 september
17 september is de 260ste dag van het jaar (261ste dag in een schrikkeljaar) in de Gregoriaanse kalender. Hierna volgen nog 105 dagen tot het einde van het jaar.

## Gebeurtenissen
- Algemeen
  - 1964 - De Belgische organisatie Oxfam wordt opgericht.
  - 2009 - Nederland geeft twee miljoen euro extra voor voedselnoodhulp aan Ethiopië, Somalië en Kenia.
  - 2014 - In de buurt van de rommelende vulkaan Mount Mayon in de Filipijnen worden 32.000 mensen geëvacueerd.
  - 2017 - Een korte maar hevige storm kost in de Roemeense stad Timișoara aan acht mensen het leven, terwijl 67 mensen gewond raken.

- Economie
  - 1992 - Ecuador verlaat de OPEC vanwege de te hoge kosten van het lidmaatschap van het oliekartel.

- Kunst en cultuur
  - 2017 - Romana Vrede wint als eerste donkere actrice de belangrijkste toneelprijs van Nederland, de Theo d'Or. De Louis d'Or gaat naar Hans Croiset.
  - 2023 - Voor haar rol in De Jaren van het Nationale Theater ontvangt Mariana Aparicio de Theo d'Or. Eelco Smits ontvangt de Louis d'Or voor zijn rol in Geschiedenis van geweld van Toneelschuur Producties.[1]

- Media
  - 1958 - De eerste aflevering van Pipo de Clown verschijnt op de Nederlandse televisie.
  - 2004 - De eerste uitzending van Koefnoen verschijnt op de Nederlandse televisie.
  - 2010 - De eerste uitzending van The voice of Holland verschijnt op Nederlandse televisie en daarmee de start van het wereldwijde succes van The Voice.
  - 2012 - De start van de Belgische commerciële televisiezender VIER.

- Oorlog
  - 1631 - Slag bij Breitenfeld. Dit is gezien als de belangrijkste overwinning voor de protestanten gedurende de dertigjarige oorlog.
  - 1939 - De Sovjet-Unie valt Polen binnen. (Lees verder)
  - 1940 - Britse vliegtuigen van het vliegdekschip HMS Illustrious vallen, ondersteund door het slagschip HMS Valiant, de havenstad Benghazi aan. In de haven worden vier Italiaanse schepen tot zinken gebracht.
  - 1944 - Britse grondtroepen steken bij Lommel de grens tussen België en Nederland over. Amerikaanse en Britse parachutisten landen bij Eindhoven, Son, Nijmegen en Arnhem, als onderdeel van Operatie Market Garden.
  - 1944 -  De USAAF en de RAF voeren als onderdeel van Operatie Market Garden een bombardement uit op de kazernes van Ede. Veel bommen komen echter in de bebouwde kom van Ede terecht. Er vallen 69 burgerslachtoffers.
  - 1978 - De Camp Davidakkoorden tussen Egypte en Israël worden gesloten.
  - 2002 - Rwanda begint met de terugtrekking van zijn troepenmacht (23.400 man) uit DR Congo.

- Politiek
  - 14 - Tiberius Julius Caesar Augustus volgt Imperator Caesar Augustus op als princeps.
  - 14 - Imperator Caesar Augustus wordt vergoddelijkt als Divus Augustus.
  - 1787 - De eerste constitutie van de Verenigde Staten wordt ondertekend.
  - 1948 - Moord op Graaf Bernadotte in Jeruzalem.
  - 1961 - Premier Adnan Menderes van Turkije wordt geëxecuteerd, omdat hij schuldig is bevonden aan het schenden van de grondwet.
  - 2011 - Begin van de Occupybeweging met Occupy Wall Street.
  - 2012 - De politie weerhoudt de Zuid-Afrikaanse politicus Julius Malema ervan om enkele duizenden stakende mijnwerkers toe te spreken bij de platinamijn van Lonmin in Marikana.
  - 2021 - Demissionair Minister van Defensie Ank Bijleveld (CDA) van het kabinet-Rutte III stapt op na een motie van afkeuring van de Tweede Kamer vanwege de moeizame evacuaties uit Afghanistan.[2]

- Religie
  - 1931 - Robertus Bellarminus wordt uitgeroepen tot kerkleraar.

- Sport
  - 1882 - Oprichting van de Nederlandsche Schaatsenrijders Bond.
  - 1909 - Oprichting van de Spaanse voetbalclub Real Sociedad.
  - 1982 - Bij atletiekwedstrijden in Londen verbetert Rob Druppers zijn eigen en drie weken oude Nederlands record op de 800 meter (1.44,70) met een tijd van 1.44,54.
  - 2000 - Zwemmer Pieter van den Hoogenband scherpt bij de Olympische Spelen in Sydney het wereldrecord op de 200 meter vrije slag aan tot 1.45,35. De mondiale toptijd was met 1.45,51 in handen van Ian Thorpe.
  - 2005 - Voor de 25ste keer wordt Cuba wereldkampioen honkbal. Nederland eindigt als vierde, de hoogste eindklassering tot dan van een Europees land.
  - 2006 - Motorcrosser Stefan Everts neemt afscheid met zijn 101e Grand Prix-zege.
  - 2006 - Worstelaar John Cena verslaat Edge in een Tables, Ladders and Chairs Match en is daarom de nieuwe WWE Champion.
  - 2017 - De Belgische tennissers bereiken voor de derde keer in de geschiedenis de finale van de strijd om de Davis Cup door in Brussel met 3-2 te winnen van Australië. Het beslissende punt komt op naam van Steve Darcis, die wint van Jordan Thompson (6-4, 7-5 en 6-2).
  - 2021 - Het Nederlands vrouwenvoetbalelftal behaalt een 1-1 gelijkspel in de WK-kwalificatiewedstrijd tegen Tsjechië.
  - 2023 - Bij een Diamond League wedstrijd in het Amerikaanse Eugene loopt de Ethiopische atlete Gudaf Tsegay met een tijd van 14.00,21 een nieuw wereldrecord op de 5000 meter. Tsegay is daarmee bijna 5 seconden sneller dan het oude record dat in het bezit was van de Keniaanse Faith Kipyegon.[3]
  - 2023 - De Nederlandse darter Michael van Gerwen wint voor de vijfde keer de World Series of Darts door in de finale de Brit Nathan Aspinall met 11-4 te verslaan.[4]
  - 2023 - Wielrenner Sepp Kuss uit de Verenigde Staten schrijft de Vuelta op zijn naam. De Deen Jonas Vingegaard en de Sloveen Primož Roglič, allebei ploeggenoten van Kuss, staan ook op het erepodium.[5]
  - 2023 - Polsstokhoogspringer Armand Duplantis uit Zweden springt bij een Diamond League wedstrijd in het Amerikaanse Eugene over een hoogte van 6,23 meter en dat is 1 cm meer dan het wereldrecord dat hij al in bezit had.[6]
  - 2023 - Almere City FC pakt in de vijfde speelronde het eerste eredivisiepunt in de historie van de voetbalclub. In de uitwedstrijd tegen Excelsior blijft de stand steken op 0-0.[7]
  - 2023 - De Nederlandse wielrenster Demi Vollering sluit de Ronde van Romandië winnend af. In het eindklassement houdt Vollering Katarzyna Niewiadoma uit Polen en de Zwitserse Marlen Reusser achter zich.[8]

- Wetenschap en technologie
  - 1789 - De Britse astronoom William Herschel ontdekt met een zelfgebouwde telescoop de maan Mimas van de planeet Saturnus.[9]
  - 1908 - Een Wright Flyer stort neer in Virginia, waarbij de passagier omkomt en piloot Orville Wright gewond raakt. Dit is het eerste vliegtuigongeluk in de moderne luchtvaart.
  - 1931 - RCA brengt zijn eerste grammofoonplaat uit.
  - 1997 - Eerste vlucht van een Antonov An-140, een tweemotorig propellervliegtuig van de Oekraïense vliegtuigbouwer Antonov.
  - 2022 - Ruimtewandeling van de CNSA taikonauten Chen Dong en Cai Xuzhe voor werkzaamheden aan de Wentian module, een onderdeel van het Chinese ruimtestation Tiangong.[10]
  - 2023 - Lancering met een Lange Mars 2D raket van China Aerospace Science Corporation (CASC) vanaf lanceerbasis Xichang LC-3 van de Yaogan 39 Group 02 missie met drie Chinese spionagesatellieten.[11]
  - 2023 - Stoke Space voert een succesvolle testvlucht uit van de Hopper, een herbruikbare raket die in de toekomst moet gaan fungeren als de tweede trap van een draagraket.[12]

## Geboren

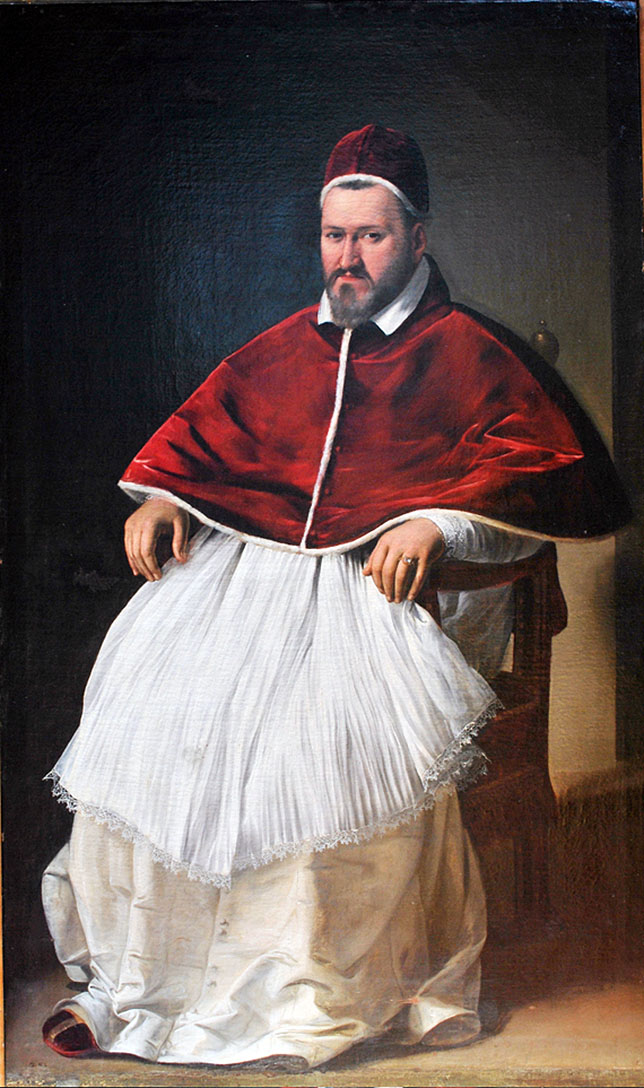
Paus Paulus V
geboren in 1552

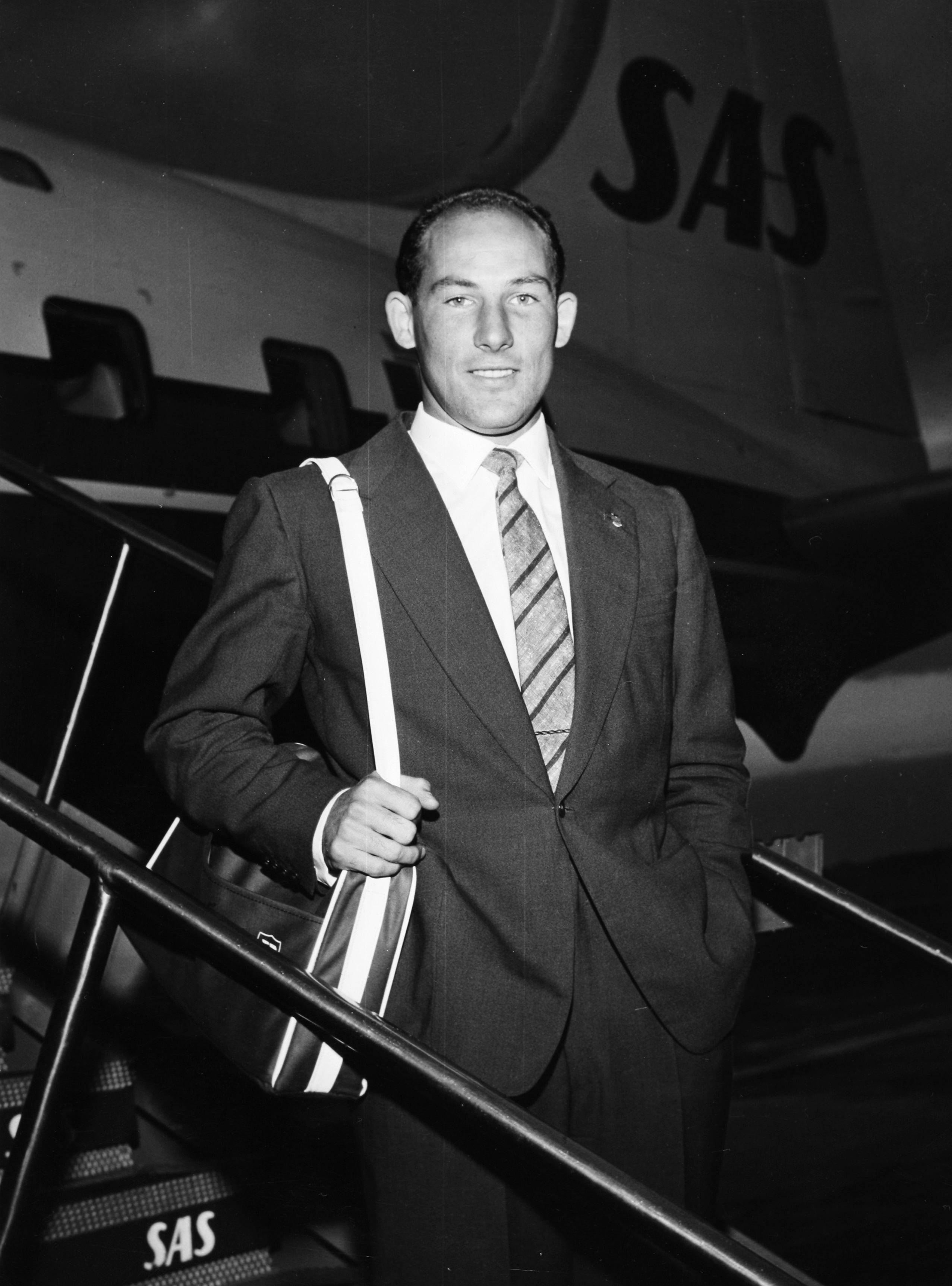
Stirling Moss
geboren in 1929

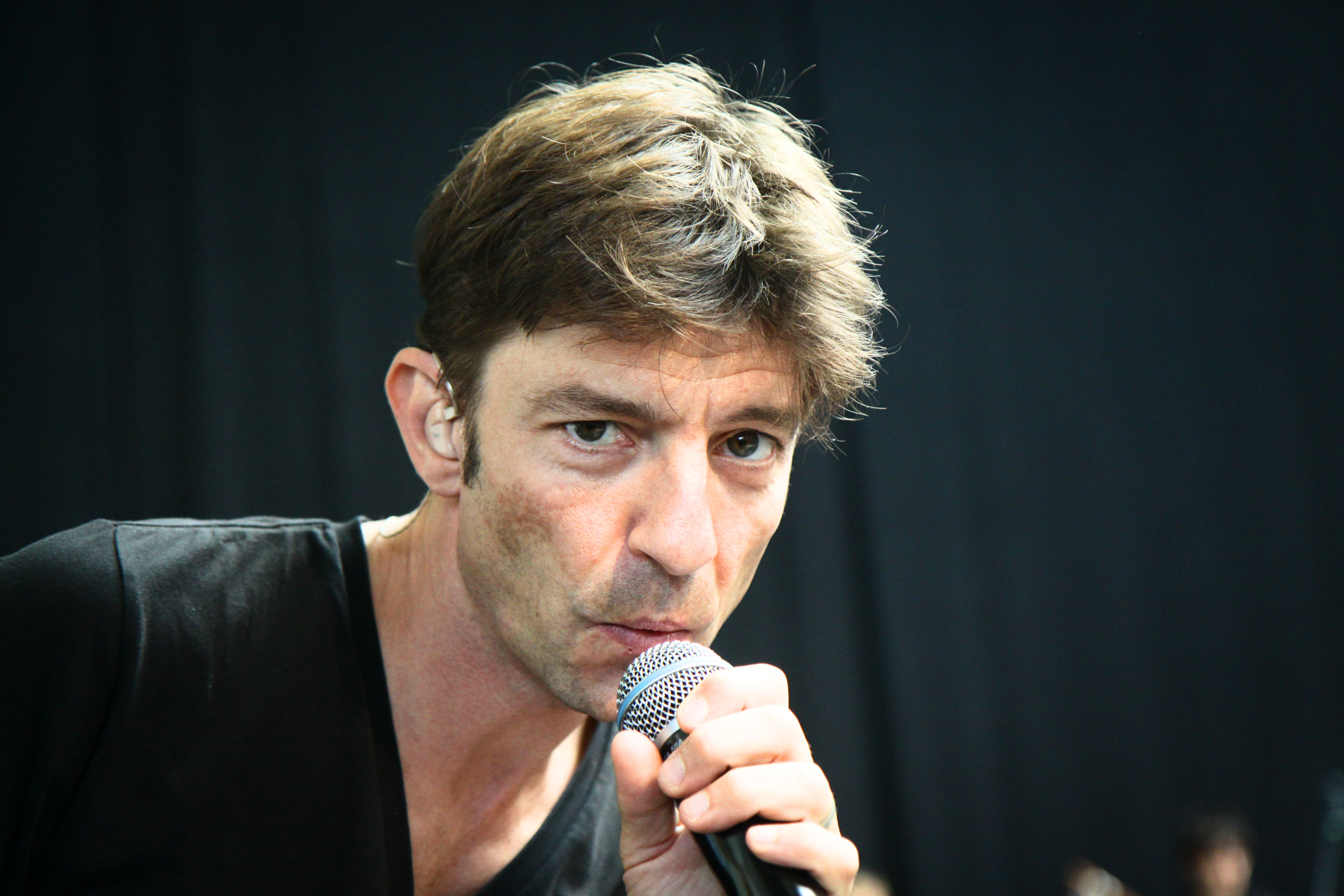
Koen Wauters
geboren in 1967

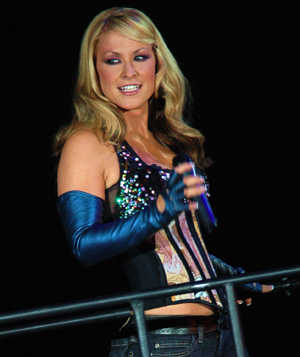
Anastacia
geboren in 1968

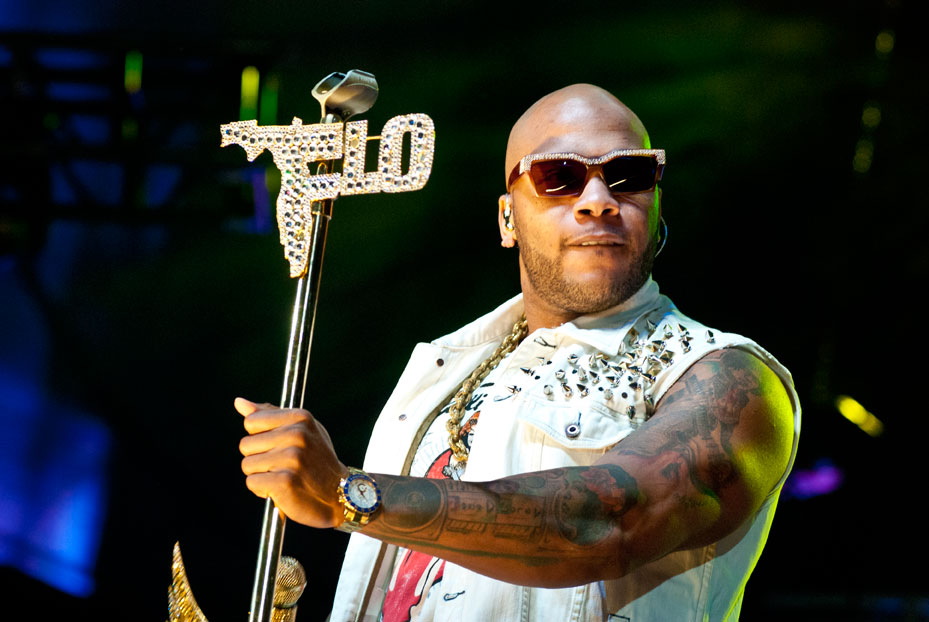
Flo Rida
geboren in 1979

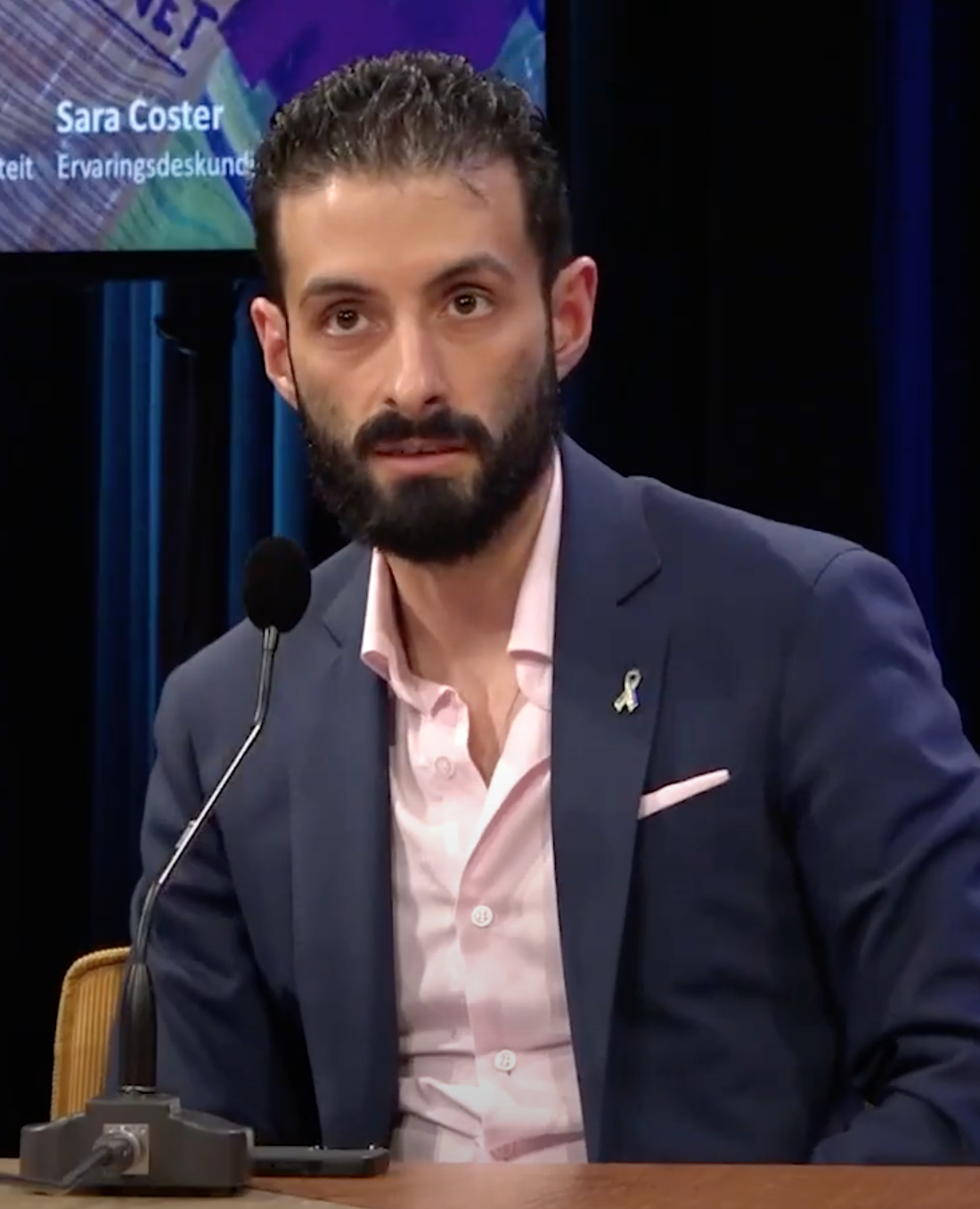
Ulysse Ellian
geboren in 1988

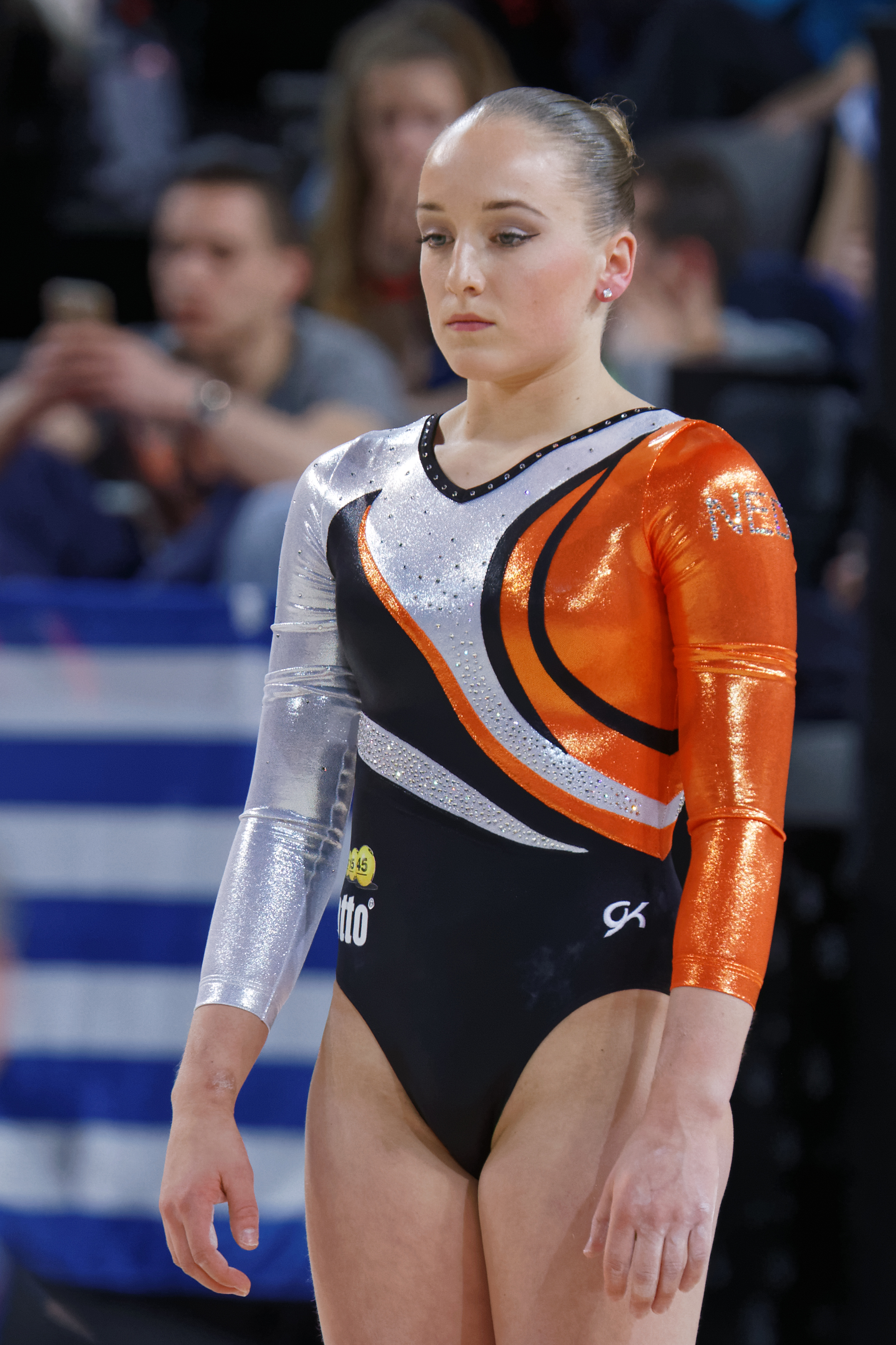
Sanne Wevers
geboren in 1991

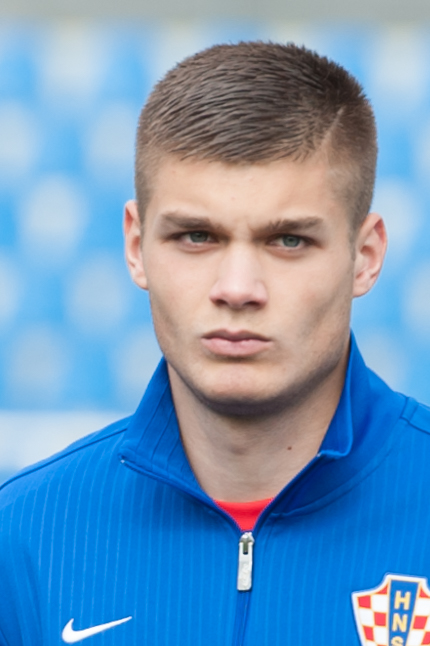
Duje Ćaleta-Car
geboren in 1996

- 879 - Karel de Eenvoudige, koning van West-Francië en van Lotharingen (overleden 929)
- 1192 - Minamoto no Sanetomo, derde shogun van het Kamakura-shogunaat (overleden 1219)
- 1250 - Robert II van Artesië, Frans militair (overleden 1302)
- 1271 - Wenceslaus II van Bohemen, koning van Bohemen en Polen (overleden 1305)
- 1552 - Camillo Borghese, Paus Paulus V (overleden 1621)
- 1711 - Ignaz Holzbauer, Oostenrijks componist (overleden 1783)
- 1743 - Nicolas de Condorcet, Frans wiskundige, schrijver en politicus (overleden 1794)
- 1805 - Roelof Hendrik Graadt Jonckers, Nederlands predikant en schrijver (overleden 1866)
- 1807 - Ignaz Lachner, Duits violist, organist, componist en dirigent (overleden 1895)
- 1826 - Bernhard Riemann, Duits wiskundige (overleden 1866)
- 1837 - Dirk Haspels, Nederlands toneelspeler (overleden 1903)
- 1850 - Franziskus von Bettinger, Duits kardinaal-aartsbisschop van München en Freising (overleden 1917)
- 1861 - Carlo Dalmazio Minoretti, Italiaans kardinaal-aartsbisschop van Genua (overleden 1938)
- 1871 - Francisco Makabulos, Filipijns onafhankelijkheidsstrijder (overleden 1922)
- 1878 - Jacques Duboin, Frans econoom (overleden 1976)
- 1883 - William Carlos Williams, Amerikaans dichter (overleden 1963)
- 1892 - Hendrik Andriessen, Nederlands organist en componist (overleden 1981)
- 1893 - Abel Herzberg, Nederlands toneel- en kroniekschrijver en essayist (overleden 1989)
- 1895 - Margaretha van Denemarken, Deens prinses (overleden 1992)
- 1897 - Rudolf Ramseyer, Zwitsers voetballer (overleden 1943)
- 1902 - Catharina Hesterman, Nederlands schoonspringster (overleden 1982)
- 1903 - George Koltanowski, Belgisch schaker (overleden 2000)
- 1903 - Karel Miljon, Nederlands bokser (overleden 1984)
- 1909 - Gerard van Hulst, Nederlands componist, dirigent, schrijver, dichter en schilder (overleden 1990)
- 1909 - Kwame Nkrumah, Ghanees staatsman (overleden 1972)
- 1912 - Jeanne Verstraete, Belgisch-Nederlands actrice (overleden 2002)
- 1913 - Ata Kandó, Hongaars-Nederlands fotograaf (overleden 2017)
- 1914 - Jack Wilson, Brits roeier (overleden 1997)
- 1915 - Sjabbe Bouman, Nederlands atleet (overleden 2008)
- 1916 - Mary Stewart, Engels schrijfster (overleden 2014)
- 1917 - Henri de Villenfagne de Vogelsanck, Belgisch baron en burgemeester (overleden 2015)
- 1918 - Chaim Herzog, president van Israël (overleden 1997)
- 1918 - Jorge Illueca, president van Panama (overleden 2012)
- 1919 - Hendrik Entjes, Nederlands taalkundige en hoogleraar (overleden 2006)
- 1920 - Toki Horváth, Hongaars violist en orkestleider (overleden 1971)
- 1921 - Virgilio Barco, Colombiaans diplomaat en president (overleden 1997)
- 1921 - Bob Verstraete, Nederlands acteur (overleden 1993)
- 1922 - Agostinho Neto, Angolees politicus en dichter (overleden 1979)
- 1923 - Hank Williams, Amerikaans zanger (overleden 1953)
- 1926 - Mohamed Chafik, Marokkaans schrijver
- 1926 - Jean-Marie Lustiger, Joods-Frans aartsbisschop en kardinaal (overleden 2007)
- 1928 - Roddy McDowall, Engels acteur (overleden 1998)
- 1929 - Stirling Moss, Brits autocoureur (overleden 2020)
- 1929 - Eliseo Prado, Argentijns voetballer (overleden 2016)
- 1930 - David Huddleston, Amerikaans acteur (overleden 2016)
- 1930 - Theo Loevendie, Nederlands componist
- 1930 - Edgar Mitchell, Amerikaans astronaut (overleden 2016)
- 1930 - John Morgan, Amerikaans zeiler (overleden 2025)
- 1930 - Thomas Stafford, Amerikaans astronaut (overleden 2024)
- 1931 - Anne Bancroft, Amerikaans actrice (overleden 2005)
- 1931 - Jean-Claude Carrière, Frans acteur/regisseur (overleden 2021)
- 1931 - Linda Ty-Casper, Filipijns schrijfster
- 1933 - Chuck Grassley, Amerikaans politicus
- 1934 - Gerhard Track, Oostenrijks componist, muziekpedagoog en dirigent (overleden 2022)
- 1935 - Ken Kesey, Amerikaans schrijver (overleden 2001)
- 1935 - Bas van Toor, Nederlands clown en acrobaat
- 1936 - Mischa de Vreede, Nederlands schrijfster en dichteres (overleden 2020)
- 1937 - Antonio Bautista, Filipijns gevechtspiloot en oorlogsheld (overleden 1974)
- 1938 - H.H. ter Balkt, Nederlands dichter (overleden 2015)
- 1938 - Paul Benedict, Amerikaans acteur (overleden 2008)
- 1939 - David Souter, Amerikaans jurist en rechter (overleden 2025)
- 1940 - Vic Mennen, Belgisch plaatsnaamkundige
- 1940 - Lorella De Luca, Italiaans actrice (overleden 1994)
- 1940 - Heidelinde Weis, Oostenrijks actrice (overleden 2023)
- 1942 - Ron Kroon, Nederlands zwemmer (overleden 2000)
- 1942 - Lupe Ontiveros, Amerikaans actrice (overleden 2012)
- 1943 - Samuel Durrance, Amerikaans ruimtevaarder (overleden 2023)
- 1944 - Bertalan Bicskei, Hongaars voetballer en voetbalcoach (overleden 2011)
- 1944 - Reinhold Messner, Italiaans bergbeklimmer
- 1946 - Ad de Jong - Nederlands atleet
- 1946 - Jerzy Milewski, Pools-Braziliaans violist (overleden 2017)
- 1946 - Sieb Warner (Siebolt Jaques Warntjes), Nederlands drummer en zanger
- 1947 - Antônio Cançado, Braziliaans hoogleraar en rechter (overleden 2022)
- 1947 - Ilanit, Israëlisch zangeres
- 1947 - Klaas Samplonius, Nederlands journalist en presentator (overleden 2022)
- 1947 - Cor Veerman (Dekker), Nederlands musicus (overleden 2024)
- 1948 - John Ritter, Amerikaans acteur (overleden 2003)
- 1950 - Narendra Modi, Indiaas politicus en minister-president
- 1951 - Piet Kleine, Nederlands schaatser
- 1952 - Rudy Van Quaquebeke, Belgisch politicus (overleden 2012)
- 1953 - Bernd Dürnberger, Duits voetballer
- 1954 - Ghislaine Nuytten, Belgisch model, mode-journaliste en presentatrice (overleden 2022)
- 1957 - Michel Jadoul, Belgisch schaker
- 1958 - Piet Gerbrandy, Nederlands dichter, essayist en classicus
- 1958 - Sander de Heer, Nederlands acteur en stemacteur
- 1960 - Damon Hill, Brits autocoureur
- 1960 - Marcel Kapteijn, Nederlands zanger (Ten Sharp)
- 1962 - Ferry van Leeuwen, Nederlands zanger, songwriter en gitarist
- 1962 - Baz Luhrmann, Australisch regisseur
- 1962 - BeBe Winans, Amerikaans gospel- en r&b-zanger
- 1964 - Franck Piccard, Frans alpineskiër
- 1964 - Luc Roosen, Belgisch wielrenner
- 1965 - Hubert Pallhuber, Italiaans mountainbiker
- 1965 - Bryan Singer, Amerikaans regisseur
- 1965 - Jan Vreman, Nederlands voetballer
- 1966 - Henk Bernard, Nederlands volkszanger
- 1966 - Marc Birsens, Luxemburgs voetballer
- 1966 - Ellie Lust, voormalig Nederlands politiewoordvoerder
- 1967 - José Fernando Guerrero, Ecuadoraans voetballer
- 1967 - Koen Wauters, Belgisch zanger
- 1968 - Anastacia, Amerikaans zangeres
- 1968 - Marie-Chantal Miller, kroonprinses van Griekenland
- 1968 - Georgi Daraselia, Georgisch voetballer
- 1968 - Wim Van de Velde, Belgisch acteur
- 1968 - Tito Vilanova, Spaans voetballer en voetbalcoach (overleden 2014)
- 1969 - Bismarck Barreto Faria (Bismarck), Braziliaans voetballer
- 1969 - Ken Doherty, Iers snookerspeler
- 1969 - Keith Flint, Brits zanger (The Prodigy) (overleden 2019)
- 1969 - Dieter Jansen, Nederlands acteur en stemacteur
- 1970 - Walter De Wyngaert, Belgisch atleet
- 1970 - Mirjalol Qosimov, Oezbeeks voetballer en trainer
- 1971 - Stuart Dangerfield, Engels wielrenner
- 1971 - Jens Voigt, Duits wielrenner
- 1973 - Alberto Chaíça, Portugees atleet
- 1973 - Bekim Christensen, Deens wielrenner
- 1973 - Demis Nikolaidis, Grieks voetballer
- 1973 - Petter Rudi, Noors voetballer
- 1974 - Andre Luiz de Souza Silva, Braziliaans voetballer
- 1975 - Wilko de Vogt, Nederlands voetballer
- 1976 - Uchenna Emedolu, Nigeriaans Atleet
- 1976 - Anjolie Wisse, Nederlands atlete
- 1977 - Alemitu Bekele, Turks-Ethiopische atlete
- 1977 - Milan Berck Beelenkamp, Nederlands voetballer
- 1977 - Juan Antonio Flecha, Spaans-Argentijns wielrenner
- 1977 - Lotte Jonathans, Nederlands badmintonster
- 1977 - Simone Perrotta, Italiaans voetballer
- 1978 - Madeleine Carole Kaboud Me Bam, Kameroens-Belgisch atlete
- 1978 - Arne Slot, Nederlands voetballer en voetbaltrainer
- 1979 - Dimitar Bodurov, Bulgaars jazzpianist
- 1979, Ana Moura, Portugees zangeres
- 1979 - Michel Nikjær, Deens autocoureur
- 1979 - Flo Rida, Amerikaans rapper en zanger
- 1980 - Danijel Krivić, Bosnisch-Kroatisch voetballer
- 1980 - Rosa Saul, Angolees atlete
- 1981 - Stefan Toonen, Nederlands voetballer
- 1981 - Cara Van der Auwera, Belgisch actrice
- 1983 - Erika Van Tielen, Belgisch presentatrice
- 1984 - Michel Fabrizio, Italiaans motorcoureur
- 1984 - Patrick van Luijk, Nederlands atleet
- 1984 - Mary Mohler, Amerikaans zwemster
- 1984 - Tigran L. Petrosjan, Armeens schaker
- 1985 - Tomáš Berdych, Tsjechisch tennisser
- 1985 - Digital Punk, Nederlands dj en muziekproducer
- 1985 - Hailey Duke, Amerikaans alpineskiester
- 1986 - Samir El Moussaoui, Nederlands-Marokkaans voetballer
- 1986 - Landry Mulemo, Belgisch voetballer
- 1986 - Sophie, Brits zangeres, muziekproducente en dj (overleden 2021)
- 1987 - Adrián Gavira, Spaans beachvolleyballer
- 1987 - Nea, Zweeds singer-songwriter
- 1987 - Rogier Veenstra, Nederlands voetballer
- 1988 - Ulysse Ellian, Nederlands advocaat en politicus
- 1988 - Pavel Mamajev, Russisch voetballer
- 1989 - Olga Potylitsina, Russisch skeletonster
- 1990 - Jazmin Carlin, Brits zwemster
- 1990 - Lelde Gasūna, Lets alpineskiester
- 1990 - Josué Pesqueira, Portugees voetballer
- 1990 - Lorenzo Piqué, Nederlands-Surinaams voetballer
- 1990 - Rupert Svendsen-Cook, Brits autocoureur
- 1990 - Wouter de Vogel, Nederlands voetballer
- 1991 - Angelina Golikova, Russisch langebaanschaatsster
- 1991 - Lieke Wevers, Nederlands turnster
- 1991 - Sanne Wevers, Nederlands turnster
- 1992 - Khalid Boukichou, Belgisch-Marokkaans basketballer
- 1992 - William Buller, Brits autocoureur
- 1992 - Liu Jiayu, Chinees snowboardster
- 1992 - Kemar Lawrence, Jamaicaans voetballer
- 1993 - Sofiane Boufal, Marokkaans-Frans voetballer
- 1993 - Massimo Bruno, Belgisch-Italiaans voetballer
- 1993 - Joe Bryan, Engels voetballer
- 1993 - Todd Kane, Engels voetballer
- 1993 - Martijn Lakemeier, Nederlands acteur
- 1993 - Alex Lynn, Brits autocoureur
- 1993 - Jacob Pebley, Amerikaans zwemmer
- 1993 - Yordy Reyna, Peruviaans voetballer
- 1993 - Julie Van Gelder, Belgisch acrogymnaste
- 1993 - Amr Warda, Egyptisch voetballer
- 1996 - Duje Ćaleta-Car, Kroatisch voetballer
- 1996 - Didier Lamkel Zé, Kameroens voetballer
- 1996 - Esteban Ocon, Frans autocoureur
- 1997 - Luke Greenbank, Brits zwemmer
- 1997 - Raphael Haaser, Oostenrijks alpineskiër
- 1998 - Luka Adžić, Servisch voetballer
- 1998 - Jette Behrens, Duits voetbalster
- 1998 - Mamadou Fofana, Frans-Mauritaans voetballer
- 1998 - Lars Olden Larsen, Noors voetballer
- 1998 - Jason Lokilo, Belgisch-Congolees voetballer
- 1998 - Hanna Németh, Hongaars voetbalster
- 1999 - Udoka Azubuike, Nigeriaans basketballer
- 1999 - Julia van Bergen, Nederlands zangeres
- 2000 - Eileen Campbell, Oostenrijks voetbalster
- 2000 - Jeroen de Wit, Nederlands filmmaker en editor
- 2000 - Chantalle Zijderveld, Nederlands zwemster
- 2001 - Rami Al Hajj, Zweeds-Libanees voetballer
- 2001 - Elena Gaskell, Canadees freestyleskiester
- 2002 - Zinaida Koeprijanovitsj, Wit-Russisch zangeres
- 2003 - Rosa Entius, Nederlands volleybalster
- 2004 - Noa Isidore, Frans wielrenner

## Overleden

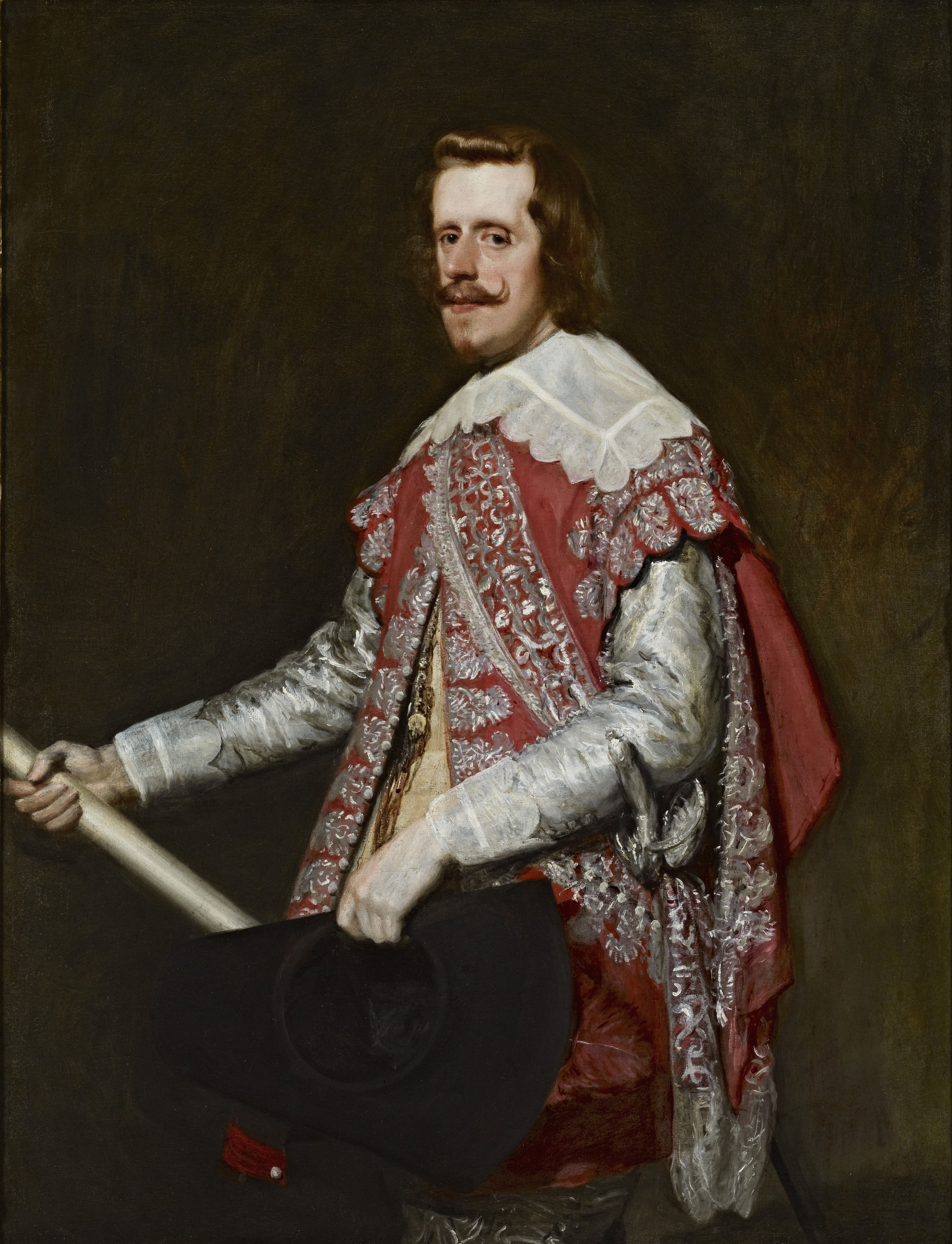
Filips IV van Spanje
overleden in 1665

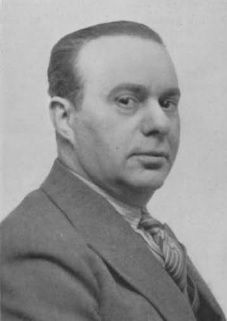
Abraham Tuschinski
overleden in 1942

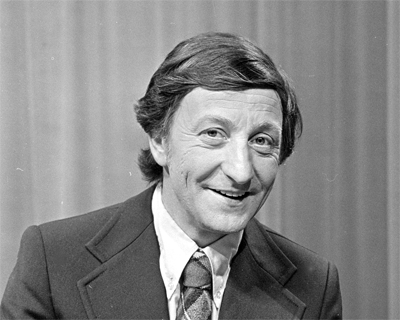
Bob Bouma
overleden in 2009

- 706 - Lambertus van Maastricht (68), bisschop en martelaar
- 1179 - Hildegard van Bingen (81), Duits theologe, mystica, componiste en heelster
- 1312 - Ferdinand IV van Castilië (26), koning van Castilië en León
- 1322 - Robrecht III van Vlaanderen (75), graaf van Vlaanderen
- 1425 - Bonne van Artesië, tweede vrouw van Filips de Goede
- 1503 - Giovanni Pontano (77), Italiaans humanist en dichter
- 1575 - Heinrich Bullinger (71), Zwitsers protestants theoloog en reformator
- 1621 - Robertus Bellarminus (78), Italiaans heilige, kardinaal en theoloog
- 1665 - Filips IV van Spanje (59), koning van Spanje
- 1679 - Juan II van Oostenrijk (50), Spaans veldheer en staatsman
- 1762 - Francesco Geminiani (ca. 82), Italiaans violist en componist
- 1771 - Tobias Smollett (50), Schots romanschrijver
- 1831 - José Manuel de Herrera (55), Mexicaans onafhankelijkheidsstrijder en minister van Buitenlandse Zaken
- 1863 - Alfred de Vigny (66), Frans schrijver
- 1867 - Hendrik Jan Heuvelink sr. (60), Nederlands architect
- 1875 - John Bussell (72), Brits pionier in West-Australië
- 1879 - Eugène Viollet-le-Duc (65), Frans architect
- 1909 - Mariane van Hogendorp (75), Nederlandse sociaal hervormster en feministe
- 1942 - Abraham Tuschinski (56), Pools-Nederlands bioscoopexploitant
- 1943 - Stella Agsteribbe (34), Nederlands gymnaste
- 1945 - Charles Spearman (82), Brits psycholoog
- 1957 - Jan Eisenloeffel (79), Nederlands kunstenaar
- 1964 - John Flanders (77), Belgisch schrijver
- 1966 - Fritz Wunderlich (35), Duits operazanger
- 1968 - Armand Blanchonnet (64), Frans wielrenner
- 1969 - Giovanni Urbani (69), Italiaans kardinaal-patriarch van Venetië
- 1973 - Eugenio Garza Sada (81), Mexicaans zakenman
- 1983 - Elly Tamminga (86), Nederlands kunstschilder en ondernemer
- 1992 - Herivelto Martins (80), Braziliaans componist, zanger, gitarist en acteur
- 1992 - Ralph Schwarz (25), Nederlands roeier
- 1994 - Arnold Badjou (85), Belgisch voetballer
- 1992 - Karl Popper (92), Brits wetenschapsfilosoof
- 1995 - Wim ter Burg (81), Nederlands componist, kerkmusicus, koordirigent en muziekpedagoog
- 1996 - Spiro Agnew (77), Amerikaans politicus
- 1996 - Teodoro Fernández (83), Peruviaans voetballer
- 1997 - Jan Syse (66), Noors politicus
- 2000 - Paula Yates (41), Brits televisiepresentatrice en fotomodel
- 2001 - Davit Kipiani (49), Sovjet-Georgisch voetballer en trainer
- 2002 - Edvaldo Alves de Santa Rosa (Dida) (68), Braziliaans voetballer
- 2005 - Alfred Reed (84), Amerikaans componist
- 2006 - Patricia Kennedy Lawford (82), lid van de familie Kennedy
- 2007 - Willy Vanderstappen (58/59), Belgisch activist en politicus
- 2009 - Bob Bouma (79), Nederlands televisiepresentator
- 2010 - Sonny Reeder (64), Arubaans zanger
- 2011 - Minck Oosterveer (50), Nederlands striptekenaar
- 2011 - Charles Percy (91), Amerikaans politicus
- 2011 - Kurt Sanderling (98), Duits dirigent
- 2013 - Pierre Macq (83), Belgisch natuurkundige en rector
- 2013 - Martí de Riquer i Morera (99), Spaans graaf, filoloog en schrijver
- 2013 - Rein Welschen (72), Nederlands burgemeester
- 2015 - Valeria Cappellotto (45), Italiaans wielrenster
- 2015 - Dettmar Cramer (90), Duits voetbalcoach
- 2015 - Peter Heatly (91), Schots schoonspringer
- 2015 - David Willcocks (95), Engels organist, componist en koordirigent
- 2016 - Charmian Carr (73), Amerikaans actrice
- 2016 - Bahman Golbarnezhad (48), Iraans paralympisch wielrenner
- 2016 - Rolf Peter Sieferle (67), Duits historicus, socioloog en politicoloog
- 2017 - Eugenio Bersellini (81), Italiaans voetballer en voetbaltrainer
- 2017 - Bobby "The Brain" Heenan, (72), Amerikaans professioneel worstelmanager
- 2019 - Jessica Jaymes (40), Amerikaans pornoactrice
- 2019 - Harold Mabern (83), Amerikaans jazzpianist en -componist
- 2019 - Daniël Wayenberg (89), Nederlands pianist en componist
- 2020 - Terry Goodkind (72), Amerikaans schrijver
- 2020 - Ruud Hoff (70), Nederlands geschiedkundige en politicoloog
- 2021 - Meta van Beek (101), Nederlands ombudsvrouw
- 2021 - Abdelaziz Bouteflika (84), Algerijns politicus en president van Algerije
- 2021 - Avril Elgar (89), Brits actrice
- 2022 - Vlado Milunić (81), Tsjechisch architect
- 2022 - Maarten Schmidt (92), Nederlands astronoom
- 2023 - Louis Gooren (79), Nederlands endocrinoloog
- 2023 - Willi Padge (79), Duits roeier
- 2024 - Magda De Galan (77), Belgisch politica
- 2024 - Nelson DeMille (81), Amerikaans schrijver
- 2024 -  César Martins de Oliveira (68),  Braziliaans voetballer
- 2024 - JD Souther (John David Souther) (78), Amerikaans singer-songwriter

## Viering/herdenking
- Angola - Nationale heldendag
- Nederland - Slag om Arnhem (1944)
- Rooms-katholiek kalender:

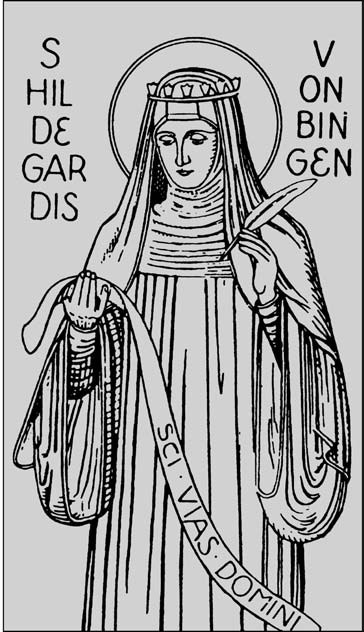

  - Heilige Roberto Bellarmino († 1621) - Vrije Gedachtenis
  - Heilige Hildegard van Bingen († 1179) - Vrije Gedachtenis
  - Heilige Lambert(us) van Maastricht († c. 705) - Gedachtenis (in bisdommen Antwerpen, Hasselt, Mechelen-Brussel, Hasselt, Breda, 's-Hertogenbosch & Roermond)
  - Heilige Ariadne (van Primnessus) († c. 130)
  - Heilige Zygmunt Szczesny Felinski († 1895)

## Weerextremen

### Nederland
| | Officiële records | Officiële records | Officiële records |      | Landelijke records | Landelijke records | Landelijke records                        |
| Gebeurtenis | Jaar              | Extreem           | Locatie           | Jaar | Extreem            | Locatie            |                                           |
| --- | ----------------- | ----------------- | ----------------- | ---- | ------------------ | ------------------ | ----------------------------------------- |
| Laagste etmaalgemiddelde temperatuur (°C) | 1952, 1962        | 9,3               | De Bilt           |      | 1977               | 8,0                | Twenthe                                   |
| Hoogste etmaalgemiddelde temperatuur (°C) | 1989              | 19,3              | De Bilt           |      | 1961               | 21,7               | Maastricht                                |
| Laagste minimumtemperatuur (°C) | 1971              | 0,7               | De Bilt           |      | 1971               | −0,3               | Soesterberg                               |
| Hoogste minimumtemperatuur (°C) | 2006              | 15,3              | De Bilt           |      | 2023               | 18,1               | Ell                                       |
| Laagste maximumtemperatuur (°C) | 1993              | 12,0              | De Bilt           |      | 1986               | 9,5                | Maastricht                                |
| Hoogste maximumtemperatuur (°C) | 1963              | 26,2              | De Bilt           |      | 1961               | 28,2               | Volkel                                    |
| Hoogste uurgemiddelde windsnelheid (m/s) | 1935              | 18,0              | De Bilt           |      | 1935, 1940         | 24,2               | Vlissingen                                |
| Hoogste windstoot (m/s) | 1954              | 18,0              | De Bilt           |      | 2022               | 26,0               | Lauwersoog                                |
| Langste zonneschijnduur (uur) | 1996              | 11,8              | De Bilt           |      | 1996               | 11,8               | De Bilt, Herwijnen, Valkenburg ZH, Volkel |
| Langste neerslagduur (uur) | 1949              | 12,4              | De Bilt           |      | 1994               | 14,0               | Gilze-Rijen                               |
| Hoogste etmaalsom van de neerslag (mm) | 1949              | 29,3              | De Bilt           |      | 1994               | 40,6               | Rotterdam                                 |
| Laagste etmaalgemiddelde relatieve vochtigheid (%) | 1921              | 60                | De Bilt           |      | 2018               | 54                 | Maastricht                                |
| Laagste uurwaarde luchtdruk op zeeniveau (hPa) | 1935              | 989,4             | De Bilt           |      | 1935               | 982,6              | De Kooy                                   |
| Hoogste uurwaarde luchtdruk op zeeniveau (hPa) | 1941              | 1033,8            | De Bilt           |      | 1941               | 1033,8             | De Bilt                                   |
| Officiële records worden altijd gemeten op het KNMI-weerstation in De Bilt. Landelijke records kunnen worden gemeten op elk officieel KNMI-weerstation in Nederland. |                   |                   |                   |      |                    |                    |                                           |

Uitzonderlijke gebeurtenissen
- 1932 - Laatste officiële warme dag van het jaar (maximumtemperatuur ≥ 20 °C in De Bilt)
- 1943 - Laatste officiële warme dag van het jaar (maximumtemperatuur ≥ 20 °C in De Bilt)
- 1963 - Laatste officiële zomerse dag van het jaar (maximumtemperatuur ≥ 25 °C in De Bilt)
- 1987 - Laatste officiële zomerse dag van het jaar (maximumtemperatuur ≥ 25 °C in De Bilt)
- 2023 - Officieel hoogste etmaalsom van de neerslag in mm van september dit jaar gemeten in De Bilt: 19,1

### België
Dagrecords
- 1889 - Laagste etmaalgemiddelde temperatuur 8,8 °C
- 1898 - Hoogste etmaalgemiddelde temperatuur 21,8 °C
- 1886 - Laagste minimumtemperatuur 3,4 °C
- 1898 - Hoogste maximumtemperatuur 28 °C
- 1913 - Hoogste etmaalsom van de neerslag 16,1 mm

Uitzonderlijke gebeurtenissen
- 1975 - De onweerachtige neerslag bevat zand uit Noord-Afrika.

<< · 1 · 2 · 3 · 4 · 5 · 6 · 7 · 8 · 9 · 10 · 11 · 12 · 13 · 14 · 15 · 16 · 17 · 18 · 19 · 20 · 21 · 22 · 23 · 24 · 25 · 26 · 27 · 28 · 29 · 30 · >>